# هنری بوفرت، سومین دوک سامرست
هنری بوفورت، سومین دوک سامرست (انگلیسی: Henry Beaufort, 3rd Duke of Somerset؛ ۲۶ ژانویهٔ ۱۴۳۶ – ۱۵ مهٔ ۱۴۶۴) یک فرمانده ارتش، و پرسنل نظامی اهل بریتانیا بود. سامرست یکی از مشهورترین فرماندهان خاندان لنکستر در طول جنگ‌های موسوم به جنگ رزها به حساب می‌آید، گاهی از او به عنوان دومین دوک سامرست یاد می‌شود چرا که عنوان دوباره ایجاد شده برای پدرش بعد از مرگ عمویش رخ داد، وی همین‌طور عنوان‌دار پنجمین ارل سامرست، دومین مارکز دورست و دومین ارل دورست نیز بود